# Cantone di Le Loroux-Bottereau
Il Cantone di Le Loroux-Bottereau era una divisione amministrativa dell'arrondissement di Nantes.
È stato soppresso a seguito della riforma complessiva dei cantoni del 2014, che è entrata in vigore con le elezioni dipartimentali del 2015.
Comprendeva i comuni di:
- Barbechat
- La Boissière-du-Doré
- La Chapelle-Basse-Mer
- Le Landreau
- Le Loroux-Bottereau
- La Remaudière
- Saint-Julien-de-Concelles